# Latah (Washington)
|  | Dieser Artikel wurde aufgrund von inhaltlichen Mängeln auf der Qualitätssicherungsseite des Projektes USA eingetragen. Hilf mit, die Qualität dieses Artikels auf ein akzeptables Niveau zu bringen, und beteilige dich an der Diskussion! Eine nähere Beschreibung der zu behebenden Mängel fehlt. |

Latah ist eine Town im Spokane County im US-Bundesstaat Washington. Laut Volkszählung im Jahr 2020 hatte sie eine Einwohnerzahl von 185 auf einer Fläche von 0,9 km².

## Geschichte
Latah wurde am 9. April 1892 gegründet.

## Demografie
Im Jahr 2000 lebten die 151 Einwohner in 56 Haushalten und verteilen sich auf 43 Familien.
| Altersgruppe | Anteil in % |
| ------------ | ----------- |
| 00–18        | 31,1        |
| 18–24        | 6,6         |
| 25–44        | 31,1        |
| 45–64        | 24,5        |
| 65–          | 6,6         |